# Different Light
| Recensione    | Giudizio |
| ------------- | -------- |
| AllMusic      | [ 1 ]    |
| Rolling Stone | [ 4 ]    |

Different Light è il secondo album del gruppo musicale femminile statunitense The Bangles, pubblicato dall'etichetta discografica Columbia nel 1986.

## Il disco
È l'album più conosciuto del gruppo, che segna un distacco dallo stile anni 60 degli esordi. Tre dei cinque singoli estratti sono stati scritti da autori diversi dai membri della band: Manic Monday da Prince sotto lo pseudonimo di Christopher, If She Knew What She Wants da Jules Shear e Walk like an Egyptian da Liam Sternberg. Gli altri singoli sono Walking Down Your Street e Following.
L'album ha raggiunto il 2º posto nella classifica Billboard 200 negli Stati Uniti e il 3º posto nella UK Albums Chart nel Regno Unito nel 1986.

## Tracce
Gli autori dei brani secondo le note dell'album:
1. Manic Monday – 3:04 (Christofer)
2. In a Different Light – 2:51 (Hoffs, V. Peterson)
3. Walking Down Your Street – 3:03 (Hoffs, Gutierrez, Kahne)
4. Walk like an Egyptian – 3:23 (Sternberg)
5. Standing in the Hallway – 2:56 (D. Perterson, Hoffs, V. Peterson, Kahne)
6. Return Post – 4:21 (Hoffs, D. Peterson, V. Peterson, Steele)
7. If She Knew What She Wants (cover di Jules Shear) – 3:49 (J. Shear)
8. Let It Go – 2:31 (Hoffs, D. Peterson, V. Peterson, Steele)
9. September Gurls (cover dei Big Star) – 2:44 (A. Chilton)
10. Angels Don't Fall in Love – 3:24 (V. Peterson, Hoffs)
11. Following – 3:20 (Steele)
12. Not like You – 3:07 (D. Peterson, Hoffs, Kahne)

## Formazione
Hanno partecipato alle registrazioni secondo le note dell'album:
The Bangles
- Susanna Hoffs – voce, chitarra, cori
- Vicki Peterson – voce, chitarra, cori
- Michael Steele – voce, basso, chitarra, cori
- Debbi Peterson – voce, batteria, percussioni, cori

Altri musicisti
- David Kahne – tastiere
- Mitchell Froom – tastiere
- Rusty Anderson – chitarra
- Barbara Chapman – chitarra, arpa
- Carlos Vega – batteria

Tecnici
- David Kahne – produttore
- Tchad Blake – ingegnere del suono
- Peggy McLeonard – ingegnere del suono
- Dave Glover – assistente ingegnere del suono
- Mike Kloster – assistente ingegnere del suono
- David Leonard – missaggio

## Classifiche

### Classifiche settimanali
| Classifica (1986/87) | Posizione massima |
| -------------------- | ----------------- |
| Australia            | 2                 |
| Canada               | 8                 |
| Germania             | 21                |
| Italia               | 15                |
| Norvegia             | 5                 |
| Nuova Zelanda        | 4                 |
| Paesi Bassi          | 26                |
| Regno Unito          | 3                 |
| Stati Uniti          | 2                 |
| Svezia               | 24                |
| Svizzera             | 16                |

### Classifiche di fine anno
| Classifica (1986) | Posizione |
| ----------------- | --------- |
| Regno Unito       | 36        |
| Stati Uniti       | 27        |
| Classifica (1987) | Posizione |
| Australia         | 10        |
| Canada            | 39        |
| Italia            | 60        |
| Nuova Zelanda     | 45        |
| Regno Unito       | 82        |
| Stati Uniti       | 25        |